# KARTA-Zentrum
KARTA-Zentrum (polnisch Ośrodek KARTA)/Stiftung Zentrum KARTA (polnisch Fundacja Ośrodka KARTA) ist eine Nichtregierungsorganisation, die sich das Dokumentieren und Vermitteln der neuesten polnischen und ostmitteleuropäischen Geschichte (v. a. des 20. Jahrhunderts) und die Verbreitung von Toleranz und demokratischen Werten zum Ziel setzt.

## Geschichte
Ihre Gründer waren im Januar 1982 nach Verhängung des Kriegszustands in Polen eine Untergrundzeitschrift unter gleichem Namen (Karta) und im November 1987 das Ostarchiv (Dokumentationen zu den ehemaligen polnischen Ostgebieten und ihrer Bevölkerung sowie den Polen in der UdSSR). KARTA ist seit 1990 offiziell als Stiftung tätig. Seit 1991 führt die Stiftung Zentrum KARTA viele im Laufe der Zeit entstandene Initiativen, Projekte und Sammlungen aus.

## Tätigkeitsschwerpunkte

### Festhalten der Geschichte
Die Stiftung Zentrum KARTA befasst sich hauptsächlich mit dem Festhalten der polnischen und mittel- und osteuropäischen Geschichte, indem sie
- die mündlichen Zeugnisse aufsammelt und der breiten Öffentlichkeit u. a. im Internet zur Verfügung stellt, Oral-History-Team[1]
- Akten rettet und aufsammelt, Akten-Rettungsdienst[2], und sie in Archiven und Sammlungen den Interessierten zur Verfügung stellt.
- Die Stiftung Zentrum KARTA betreut mehrere eigene Archive und Sammlungen:
  - „Index der Unterdrückten“ 1939–1956[3]
  - Archiv der Opposition der Volksrepublik Polen 1956–1989[4]
  - Archiv der Opfer des polnisch-ukrainischen Konflikts in den 40er Jahren des 20. Jahrhunderts[5]
  - Bilderarchiv[6]
  - Aufnahmenarchiv[1]

### Vermittlung der Geschichte
Die Stiftung Zentrum KARTA setzt sich für die Verbreitung vom Wissen über die Geschichte ein, durch:

#### Ausstellungen
Die Ausstellungen werden meist im „Haus der Begegnung mit Geschichte“ oder bei anderen angefreundeten Institutionen gezeigt.

#### Vierteljahresheft „Karta“ und Veröffentlichungen
Die Entstehung der Stiftung Zentrum KARTA hängt mit der der zuerst politischen Zeitschrift „Karta“ eng zusammen. Inzwischen gehört zur Stiftung auch ein Verlag, der viele Publikationen zur Geschichte des 20. Jahrhunderts herausgibt.

#### Schülerwettbewerb „Geschichte ganz nah“
Der Schülerwettbewerb „Geschichte ganz nah“ besteht in projektorientierten Arbeiten der Schüler, die dazu meist von Lehrern oder Bibliothekaren angeregt werden. Die Schüler arbeiten die Erfahrungs- und Alltagsgeschichte ihrer Umgebung auf verschiedene Art und Weise auf. Themen der Wettbewerbe waren:
- 1996/97 – „Alltag in Polen 1944–1956“
- 1997/98 – „Bürger – Machthaber 1956–1980“
- 1998/99 – „Die wichtigsten Ereignisse in der Geschichte meiner Gesellschaft. Zeitzeugen und Zeugnisse“
- 2000/01 – „Arbeit in Volksrepublik Polen — für mich, für die Gesellschaft, für das System?“
- 2001/02 – „Fremder unter den Einheimischen. Erfahrung des 20. Jahrhunderts“
- 2002/03 – „Menschen in Bewegung — Migration, gesellschaftlicher Aufstieg, soziale Degradierung 1914–1989“
- 2003/04 – „Streitigkeiten um die Erinnerung an die Vergangenheit — Denkmäler, Friedhöfe, Schutzpatronen“
- 2004/05 – „Alltag zur Zeit der Wende 1944–1945“
- 2005/06 – „Das religiöse Leben in Volksrepublik Polen — Individuum, Gemeinschaft, Institution“
- 2006/07 – „Rebellen im 20. Jahrhundert“
- 2007/08 – „Die Heimat – in Erinnerung und Zeugnissen“
- 2008/09 – „Das Jahr 1989: Ende, Wende, Anfang...“
- 2009/10 – „Verfolgt vom 2. Weltkrieg – Schicksal und Erinnerung“

#### „Oral-History“-Projekt
Eine Mitarbeiter-Gruppe pflegt Kontakt zu vielen Zeitzeugen in Polen, nimmt anhand der Oral-History-Methode Interviews auf und sammelt sie, aber auch schriftliche Zeugnisse.

#### Webseiten zu historischen Themen
Die Stiftung KARTA Zentrum betreut und entwickelt Webseiten zu historischen Themen, wie: „Lernen aus der Geschichte“, „Oral-History-Zeugnisse“, „20. Jahrhundert“.

### Vernetzung der Vermittler der Geschichte
Die Stiftung KARTA-Zentrum beteiligte sich 2001 an der Entstehung von EUSTORY, dem europäischen Netzwerk der Veranstalter der schulischen Geschichtsprojekte, und seitdem nimmt sie an Sommerschulen, Herbstakademien und Generalversammlungen teil.

## Preise, Auszeichnungen
- 1990 – Preis des Vereins der polnischen Journalisten – für die neue Form des Schreibens über die neuste Geschichte
- 2001 – Auszeichnung des polnischen Außenministers für Werbung für Polen im Ausland
- 2001 – Saint-George-Preis der Zeitschrift „Tygodnik Powszechny“ für den Kampf gegen Vergesslichkeit – für Zbigniew Gluza
- 2002 – Jerzy-Giedroyc-Preis der Zeitschrift „Rzeczpospolita“
- 2002 – Grand Prix im polnischen Wettbewerb „Pro Publico Bono“ für die beste zivilgesellschaftliche Initiative in Polen
- 2005 – Preis des Amtes für Kriegsveteranen und Opfer von Repressionen
- 2008 – Preis von Memoria Iustorum für die Unterstützung des polnisch-ukrainischen Dialoges
- 2008 – Preis im polnischen Wettbewerb „Pro Publico Bono“ für die Unterstützung der Zivilgesellschaft in Polen
- 2009 – Grand Prix in „Pro Publico Bono“ für die beste zivilgesellschaftliche Initiative der letzten 20 Jahren im unabhängigen Polen